# Bez ceregieli
Bez ceregieli – pierwszy album solowy polskiego rapera Siwersa. Wydawnictwo ukazało się 17 maja 2013 roku nakładem wytwórni muzycznej Aptaun Records. Nagrania zostały w całości wyprodukowane przez samego rapera. Natomiast wśród gości na płycie znaleźli się Ninas, Ania Kandeger, Kotzi, Strong, Rufuz, Jinx, Hazzidy, Satyr, Miki, JWP, Bez Cenzury, Bzyker, Meat oraz Pih. Oprawę graficzną albumu wykonał Grzegorz „Forin” Piwnicki.
Nagrania dotarły do 18. miejsca zestawienia OLiS.

## Lista utworów
Opracowano na podstawie materiału źródłowego.
1. „Intro”
2. „Trafiam”
3. „Jest pięknie dziś”
4. „Zrób tak”
5. „Osiedloowa” (gościnnie: Ninas, Ania Kandeger)
6. „Złamane sny” (44 Wersy)
7. „Bez talentu” (gościnnie: Ania Kandeger, Kotzi)
8. „Działam” (gościnnie: Strong)
9. „Mnie to jara” (gościnnie: Rufuz, Jinx)
10. „Może kiedyś” (gościnnie: Hazzidy, Satyr, Miki)
11. „Do tej gry”
12. „Egzekucyjny pluton” (gościnnie: JWP/Bez Cenzury, Miki, Bzyker, Meat, Pih)
13. „Śmiercionośnik”